# Фёдоров, Михаил Михайлович (учёный)
Михаил Михайлович Фёдоров (1 сентября 1867, Екатеринодар Российская империя — 29 марта 1945, Киев, СССР) — российский и советский учёный в области горной механики, педагог, профессор (1905), действительный член Академии наук Украинской ССР (с 1929), заслуженный деятель науки РСФСР (с 1932).

## Биография
Родился в семье казацкого старшины Михаила Гавриловича Федорова, потомка кошевого атамана Запорожской Сечи Григория Фёдорова.
В 1895 году окончил Петербургский горный институт. До 1903 работал на шахтах Донбасса. В 1903—1905 продолжил учёбу во Франции в парижской Высшей школе электричества (École supérieure d'électricité).
В 1905—1906 гг. профессор, читал курс лекций в Петербургском, а в 1906—1919 — в Екатеринославском горном институте (ныне Национальный горный университет). Преподавал в сельскохозяйственном институте в Каменце-Подольском.
В 1919—1923 — профессор, заведующий кафедрой Каменец-Подольского университета, в 1923—1929 — заведующий кафедрой горной механики и электромеханики Московской горной академии. В 1929—1934 — заведующий кафедрой горной механики Отделения технических наук Академии наук УССР.
В 1934—1945 — основатель и первый директор Института горной механики Академии наук УССР в Донецке (в 1934—1938 — директор, в 1938—1945 — заведующий отделом).
Похоронен в Киеве на Лукьяновском кладбище.

## Научная деятельность
Автор работ по вопросам горной механики и электромеханики. Разработал теорию рудничных подъёмных машин.
Им внесен значительный вклад в развитие теории шахтного подъёма: М. М. Фёдоров вывел основное динамическое уравнение рудничных подъёмных установок с постоянным радиусом навивки; предложил гармонический подъём, обеспечивший полное динамическое уравновешивание подъёмных установок с тяжёлым хвостовым канатом. Предложил метод расчёта руднических турбомашин, основанный на принципе гидродинамического подобия и др.
Важное значение имели также работы учёного в области рудничной вентиляции и водоотлива.

## Награды
- Орден Ленина (2 октября 1944) — за выдающиеся заслуги в области развития советской науки, культуры и техники, за воспитание высококвалифицированных кадров научных работников, в связи с 25-летием со основания Академии Наук УССР

## Память
- С 1943 года имя академика М. М. Фёдорова носит Научно-исследовательский институт горной механики и технической кибернетики в г. Донецке (проспект Театральный 7)[2].
- На доме в Киеве по ул. Лютеранская, в котором учёный жил с 1931 по 1945 год, установлена гранитная мемориальная доска, работы скульптора И. В. Макогона.
- Мемориальная доска установлена возле 1-го корпуса Национального Горного Университета, в Днепропетровске по проспекту Карла Маркса, 19, в котором он работал с 1906 по 1919 гг.
- Мемориальная доска установлена в Краснодаре (улица Мира, 22) на доме, в котором жил М. М. Федоров.

## Галерея
- Барельеф Фёдорову М. М. перед центральным корпусом НТУ «Днепровская политехника»
- Дом с мемориальной доской по ул. Мира 22 в Краснодаре, где жил и трудился М. М. Фёдоров